# Мартин Обри
Мартин Обри (на френски: Martine Aubry) е френска политичка, генерален секретар на Социалистическата партия през 2008 – 2012 г.

## Биография
Родена е на 8 август 1950 г. в Париж в семейството на френския политик, министър и бъдещ председател на Европейската комисия Жак Делор.
Включва се в Социалистическата партия през 1974 г. Министър на труда през 1991 – 1993 и 1997 – 2001 г., когато прокарва въвеждането на 35-часова работна седмица. От 2001 г. е кмет на гр. Лил, а през 2008 г. е избрана за ръководител на партията с много малка преднина пред Сеголен Роаял.